# Fossato galileiano
Il fossato galileiano è lo iato che esiste tra le qualità che caratterizzano soggettivamente le nostre “esperienze percettive” e le quantità del mondo fisico che la Scienza è oggettivamente in grado di misurare. 
Le qualità a cui fa riferimento Galileo corrispondono alle percezioni che il nostro cervello elabora a partire dai cinque sensi: riguardano dunque il modo in cui ciascuno di noi, soggettivamente, percepisce i colori che vede, i suoni che ode, gli oggetti che tocca, gli odori che annusa, i sapori che gusta; ma anche la sensazione del solletico e, in generale, ogni sensazione “grata” o “ingrata” (cioè “gradita” o “sgradita”).
Le quantità corrispondono invece a delle grandezze fisiche, oggettive, che la Scienza può misurare: ad esempio una velocità, una lunghezza, una massa, una frequenza sonora, una carica elettrica. 
In letteratura scientifica, le qualità soggettive di cui si fa esperienza sono definite anche "qualità fenomeniche" o "contenuti fenomenici".

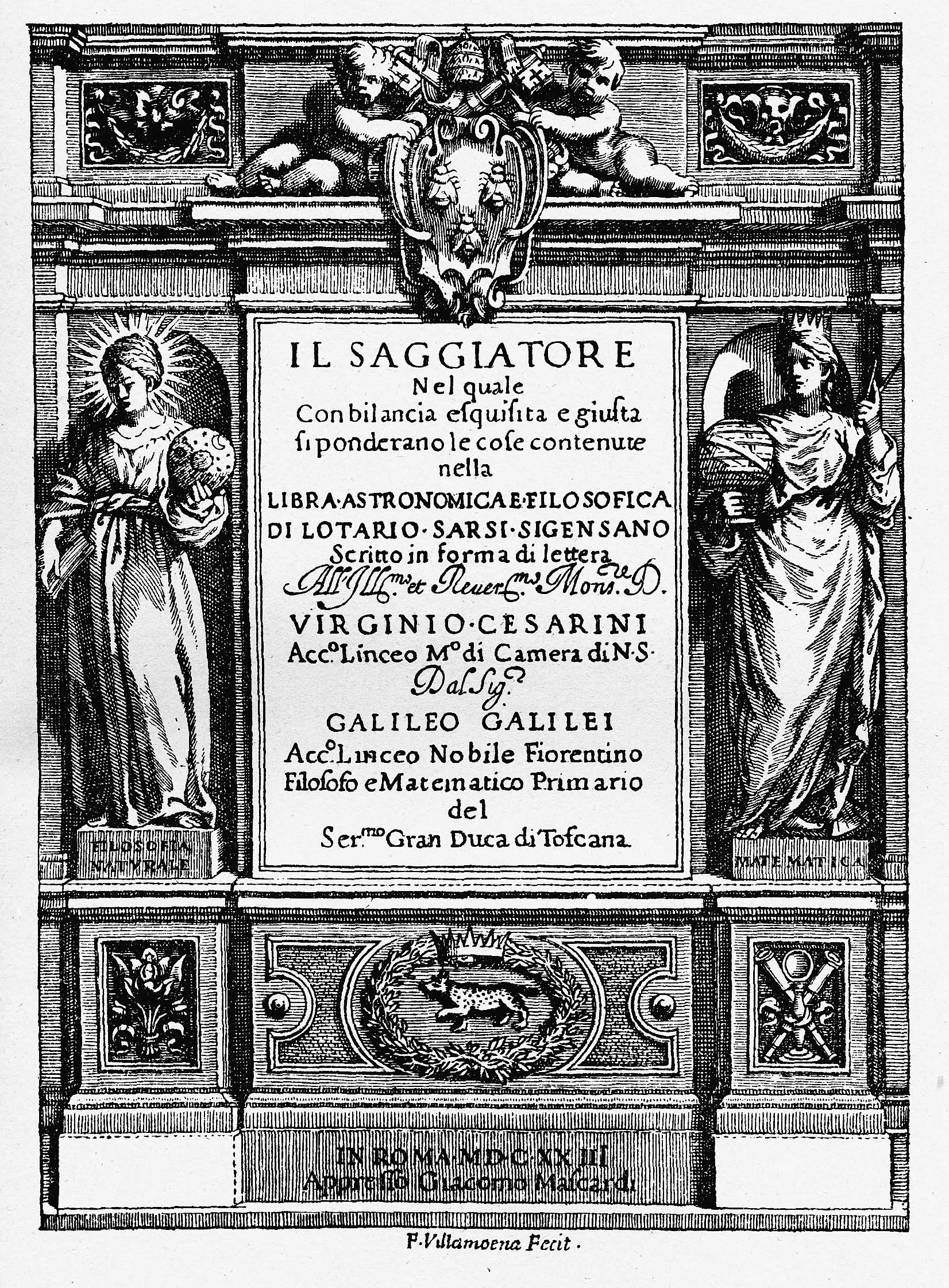
Galileo: Il Saggiatore

L’espressione "fossato galileiano" nasce nel Seicento a seguito di Galileo, il quale, in un famoso passo del Saggiatore, suggerisce che la realtà sia divisa in questi due domini, apparentemente incommensurabili e non riducibili l'uno all'altro. Le parole di Galileo erano:
(Galileo Galilei, Il Saggiatore, 1623)
La stessa divisione è stata poi ulteriormente articolata da John Locke sotto forma di proprietà primarie e secondarie, modificando però l'intuizione originaria di Galileo, che forse non era metafisicamente così radicale.
Il silenzio di una soluzione è durato per quattro secoli: infatti perdura tutt’oggi l’incapacità degli scienziati di spiegare in termini scientifici, con misurazioni oggettive e replicabili, le esperienze percettive («non credo che sieno altro che nomi», affermava Galileo). 
Recentemente, l’espressione “fossato galileiano” è stata utilizzata nell’ambito degli studi psicologici anche da Walter Gerbino, per discutere del rapporto tra coscienza, esperienza fenomenica e percezione, e da Riccardo Manzotti, che l’ha ripresa da Gerbino, ma con esiti distinti.